# Miguel Ángel Guerrero Paz
|  | Aquest article tracta sobre el futbolista colombià. Si cerqueu el futbolista espanyol, vegeu «Miguel Ángel Guerrero Martín». |

Miguel Ángel Guerrero Paz, també conegut com a Niche Guerrero (Cali, 7 de setembre de 1967) és un exfutbolista colombià, que ocupava la posició de migcampista.
Va començar a destacar a les files de l'América de Cali, a mitjans dels anys 80, tot romanent durant sis anys en aquest club, fins que el 1992 fitxa per l'Atlético Junior.
La temporada 94/95 dona el salt a Europa al recalar a l'AS Bari, de la lliga italiana. Va jugar entre la Serie A i la Serie B fins a 1999, tret d'una breu cessió al CP Mérida el 1995.
Retorna al seu país, a l'Independiente de Medellín, on estaria fins a la seua retirada el 2002. El 2001 també va jugar durant un breu període al Bellinzona suís.